# 풍남항
풍남항(豊南港, Poongnam Fishing Port)은 전라남도 고흥군 풍양면 풍남리에 있는 어항이다. 1991년 3월 1일 국가어항으로 지정되었으며, 관리청은 해양수산부 서해어업관리단, 시설관리자는 고흥군수이다.

## 연혁
- 옛 풍안현의 남쪽에 위치하여 풍남이라 하였으며 1758년 작성된 풍양현 지도에 의하면 이곳을 풍안포라 불렀다고 한다. 그 후 1914년 행정구역 개편때 고흥군 고흥면의 풍남리로 개칭되어 현재에 이르렀다.
- 풍남항은 거문도 근해 어장을 비롯해서 다도해 해역에서 조업하는 어선의 어업전진기지 및 대피항으로써 역할을 담당하는 항으로 1993년 기본시설 계획을 수립하고 1994년 개발에 착수했다.[1]

## 어항구역
본 항의 어항구역은 다음과 같다.
- 수역: 탕수끝 남쪽 돌단부와 만나는 호안부를 기점으로 정동으로 600m 점(해상), 이점에서 정북으로 육지부를 각각 연결하는 선을 따라 형성된 공유수면[2]
- 육역: 전라남도 고흥군 풍양면 풍남리 1060-100 외 17필지(상세내역은 생략)[3][4]

## 특색
- 1936년 일본의 시모노세키와 여수·부산·목포 등지를 오고가는 화물선과 여객선이 입·출항하면서 당시 풍남항은 전라남도 고흥군에서 가장 번창한 항구였다. 지금은 인근 미역양식장을 비롯해 거문도 근해어장과 다도해 해역에서 조업하는 어선들의 어업전진기지이자 대피항이다. 낚시꾼들에게 풍남항은 감성돔 낚시터로 유명한데 노래미, 도다리, 붕장어 등도 많이 잡힌다.[5]
- 풍남항 일대에서는 감성돔, 우럭, 낙지, 붕장어, 농어, 우럭, 미역, 김, 다시마 등의 수산물이 많이 난다. 특히 풍남항 주변 바다는 낚시꾼들 사이에 '갯마위 낚시의 꽃'이라는 감성돔이 많이 잡히는 포인트로 유명하다. 풍남항에서 낚싯배를 타면 어느 포인트라도 접근할 수 있다.